# Dépression de Qattara
La dépression de Qattara (en arabe : منخفض القطارة, Munḫafaḍ al-Qaṭṭārah) est une dépression située dans le nord-ouest de l'Égypte, dans le gouvernorat de Marsa-Matruh. Elle fait partie du désert Libyque.

## Présentation et situation
La dépression de Qattara est un désert de sel couvert de schorres avec des dunes.
Elle s'étend entre les latitudes 28 ° 35 ' et 30 ° 25' Nord et les longitudes 26 ° 20 ' et 29 ° 02' Est sur une surface d'environ 20 000 km2.
Une vingtaine de kilomètres à l'ouest de la dépression se trouvent les oasis de Siwa et Jaghbub.
Son point le plus bas se situe 134 m en dessous du niveau de la mer,. C'est le deuxième point le plus bas d'Afrique après la dépression de l'Afar.

## Géographie

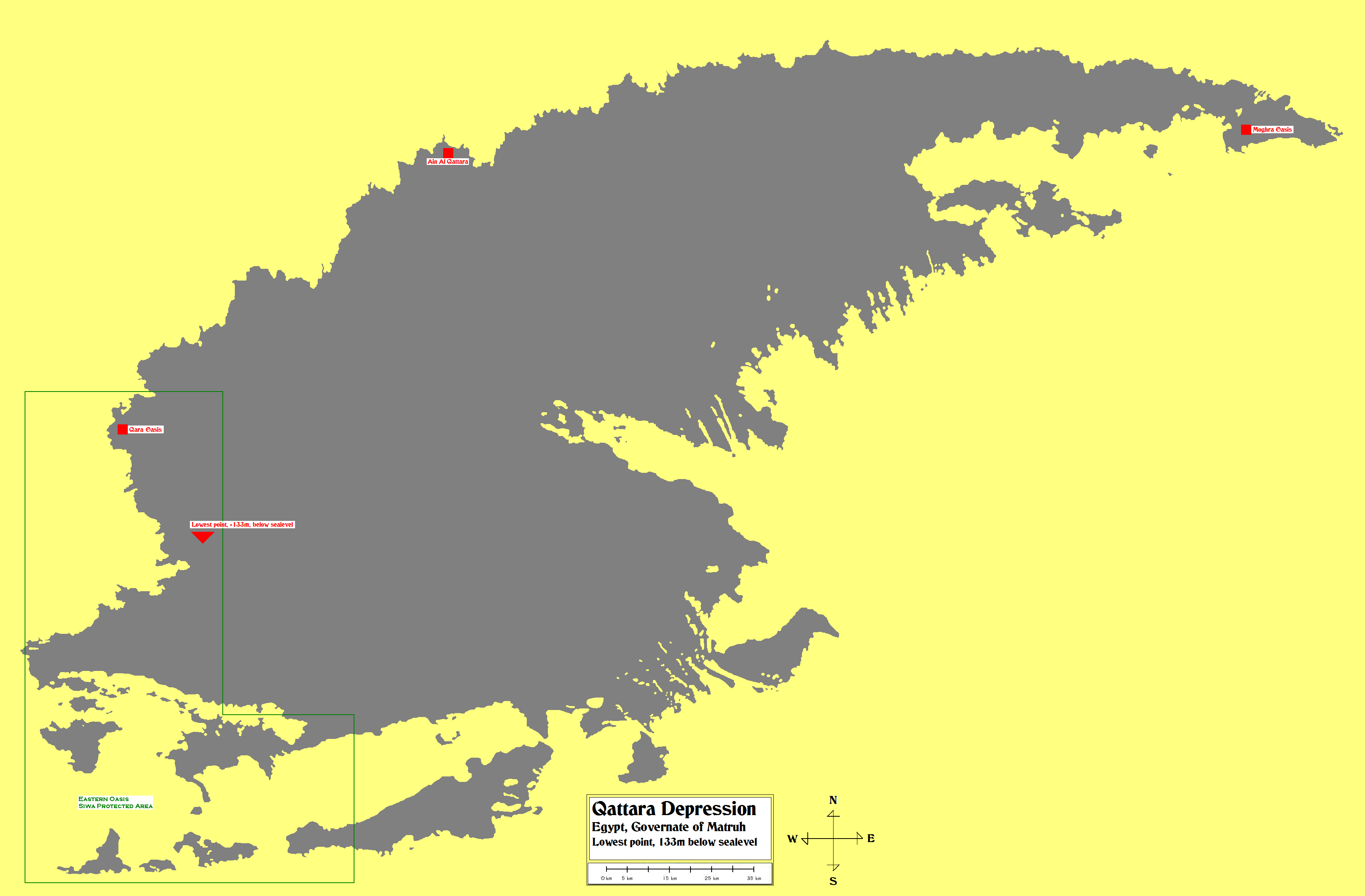
Carte de la dépression de Qattara.

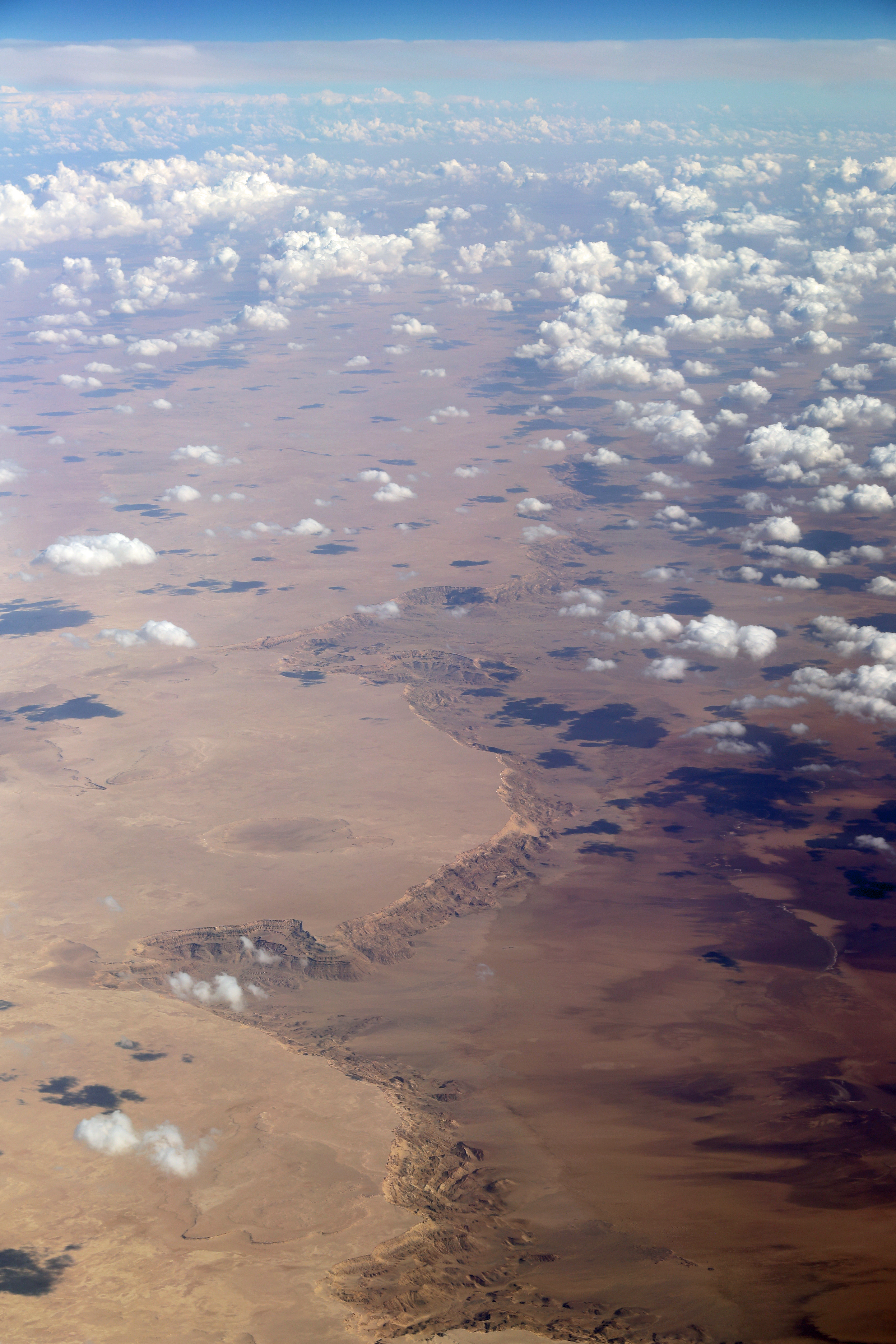
Le bord escarpé entre le plateau de El Diffa (à gauche) et la Dépression de Qattara (à droite).

La dépression a la forme approximative d'une goutte d'eau. Son point le plus bas se situe dans une vaste zone profonde au sud-ouest. Le côté nord de la dépression se caractérise par des escarpements atteignant jusqu'à 280 mètres de haut. Ils marquent le bord du plateau d'El Diffa. Au sud, la dépression descend en pente douce jusqu'à la Grande mer de sable.
Dans la dépression, il y a des schorres sous les bords de l'escarpement du nord-ouest et du nord et de vastes lacs salés asséchés qui sont parfois inondés. Les schorres occupent environ 300 kilomètres carrés. Environ un quart de la région est occupé par des lacs salés asséchés composés de croûte dure et de boue collante, parfois remplis d'eau.
On trouve, comme seule végétation, des bosquets d'acacia raddiana, dans les sables peu profonds, et des phragmites, dans les marécages, qui survivent grâce aux eaux de ruissellement de pluie et aux eaux souterraines.
L'oasis Moghra, dans le nord-est de la dépression, est située au bord d'un lac saumâtre de 4 km2 et d'un marécage couvert de phragmites. La partie sud-ouest de la dépression fait partie de la zone protégée de l'oasis sauvage de Siwa.

## Formation
La dépression était à l'origine une vallée fluviale traversée par un cours d'eau qui rejoignait la Mer Méditerranée. Il est devenu souterrain à la fin du Miocène, asséchant la vallée.
La dépression a été approfondie par le travail combiné de la cristallisation du sel (haloclastie) et de l'érosion éolienne. Le plancher de la dépression est riche en sel, qui désagrège la roche en se cristallisant. Puis, le vent balayant les débris, il en résulte une érosion éolienne. Ce phénomène est responsable de la plus grande profondeur de l'ouest de la dépression, au sol plus salin, l'est étant recouvert de sables humides.

## Faune
La dépression est un habitat important pour le guépard, en particulier dans les zones situées dans les parties nord, ouest et nord-ouest de la dépression de Qattara, y compris les oasis très sauvages et isolées d'Ain Al Qattara et d'Ain Al Ghazzalat ainsi que dans les nombreux bosquets d'acacias raddiana tant à l'intérieur qu'à l'extérieur de la dépression.
Des gazelles dorcas et des gazelles leptocère habitent cette dépression et sont une source importante de nourriture pour le guépard. La plus grande population de gazelles se situe dans la partie sud-ouest de la dépression de Qattara, dans une vaste zone de terres humides et de sable mou, qui correspond à une zone de 900 km2, située dans les oasis sauvages d'Hatiyat Tabaghbagh et d'Hatiyat Umm Kitabain, région qui est une mosaïque de lacs, de schorres, de garrigues avec des fruticées, de plantations de palmiers sauvages et de Desmostachya bipinnata.
On y trouve également de façon commune, le lièvre du Cap (Lepus capensis), le loup d'Égypte (Canis aureus de hupstar), le renard famélique (Vulpes rueppellii), plus rarement le fennec (Vulpes zerda) et également le mouflon à manchettes (Ammotragus lervia).
Parmi les espèces disparues de la région on peut citer l'oryx algazelle (oryx dammah), l'addax (Addax nasomaculatus) et le bubale du Nord (alcelaphus buselaphus buselaphus) mais également Droseridites baculatus (en), une plante seulement connue par les fossiles de son pollen, qui a été retrouvé à l'oasis de Ghazalat.

## Climat
Le climat de la dépression de Qattara est très aride avec des précipitations annuelles situées entre 25 et 50 mm sur la rive nord et à moins de 25 mm dans le sud de la dépression. Les moyennes journalières de température oscillent entre 36,2 °C et 6,2 °C pendant les mois d'été et d'hiver.
Le vent dominant est au nord avec des variations nord-est et nord-ouest. La vitesse moyenne du vent est d'environ 5-6 m/s. Les vitesses du vent sont maximales en mars avec de 11,5 m/s et minimales en décembre avec 3,2 m/s.

## Utilisation
La dépression de Qattara contient de nombreuses concessions pétrolières et plusieurs champs d'exploitation, découverts dans les années 1970. Les principaux foreurs sont la Royal Dutch Shell et la Apache Corporation.
Outre l'oasis Moghra qui est inhabitée, mais très importante lors de la saison sèche où l'eau est particulièrement rare, l'oasis de Qara, située dans la partie la plus occidentale de la dépression, est habitée par environ 300 personnes. La dépression est également habitée par des nomades bédouins et leurs troupeaux.

Carte de la dépression de Qattara avec les différents projets (tunnels et canaux) pour relier la mer Méditerranée vers la dépression de Qattara.

En raison de sa taille et sa proximité de la côte de la mer Méditerranée, il a été envisagé d'utiliser son potentiel de production hydroélectrique. L'évaporation assurerait que l'eau coule en permanence. François Élie Roudaire fait les premières propositions de ce genre en 1874 pour le Chott el-Gharsa en Tunisie (autre dépression sous le niveau de la mer), alors que le canal de Suez a été achevé, ce qui démontre la faisabilité. Son projet est assez bien reçu même s'il n'est finalement pas réalisé, et inspire un roman de Jules Verne. Dans les années 1960, Friedrich Bassler (en) envisage l'utilisation de bombes atomiques pour creuser un canal (de 60 à 100 km de long, selon le trajet) car les coûts trop élevés de la construction classique n'aurait pas permis de rentabiliser le Qattara Depression Project (en). Une variante, réclamant un canal encore plus long, envisage de détourner plutôt une partie du Nil, plus de 300 km plus à l'est[réf. souhaitée].

## Historique

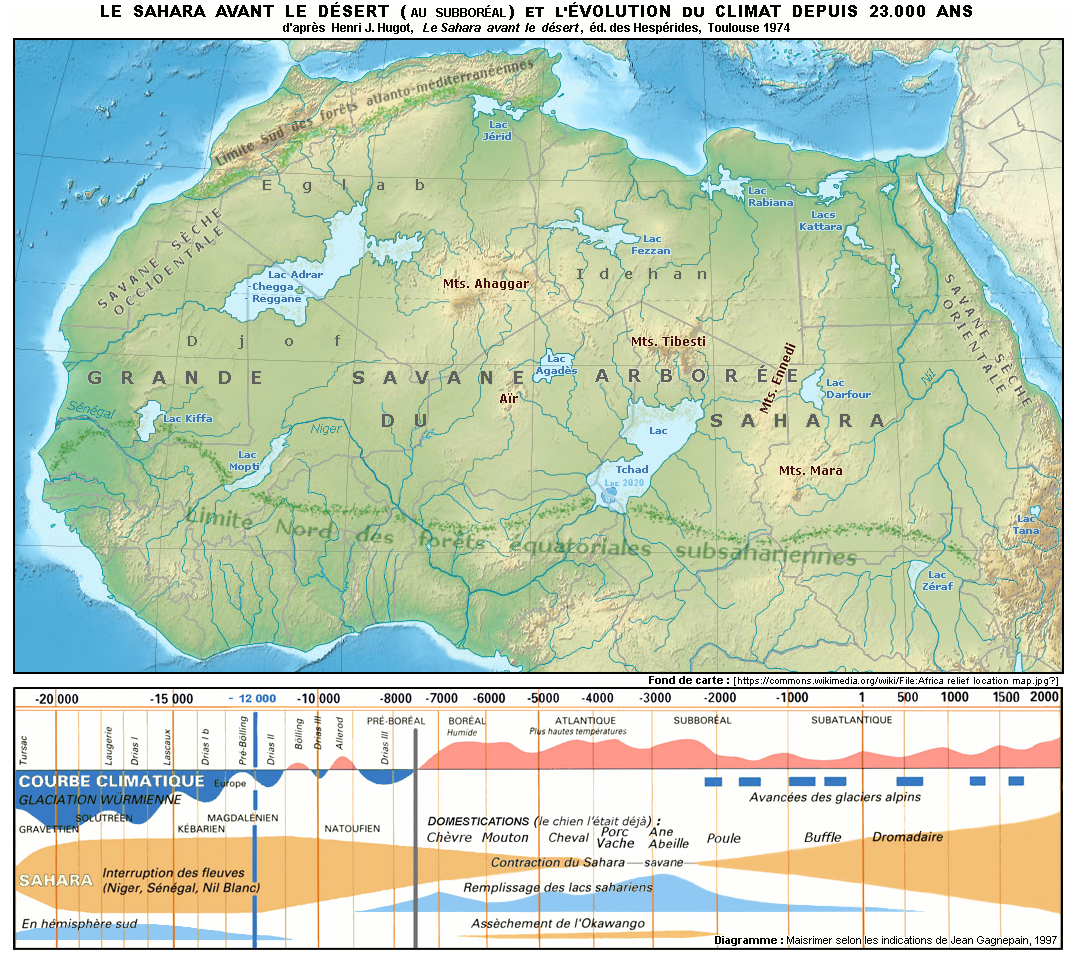
Le Sahara avant l'actuelle phase désertique.

L'altitude de la dépression a été mesurée en 1917, à l'aide d'un baromètre anéroïde par un officier de l'armée britannique effectuant une patrouille en voiture légère dans la région, qui a découvert que l'endroit où il se situait était à environ 60 mètres en dessous du niveau de la mer. Par la suite, d'autres mesures ont indiqué qu'une vaste zone était située en dessous du niveau de la mer avec des lieux profonds de -133 m.
Ralph Alger Bagnold, un explorateur militaire, a permis de faire de grandes avancées sur les connaissances géologiques de la dépression de Qattara à travers ses nombreux voyages dans les années 1920 et 1930 et en particulier en 1927, voyage au cours duquel il a traversé la dépression d'est en ouest, visitant également les oasis de Siwa et de Qara. Lors de ces voyages, il utilisait plus particulièrement des véhicules Ford Model-Ts avec des techniques spéciales pour la conduite dans des conditions désertiques qui ont été plus tard utilisées par le Long Range Desert Group.
En octobre 1927, après la découverte de la dépression, le docteur John Ball publie ses résultats de triangulation sur la région dans The Geographical Journal. Le nom, Qattara, qui a été donné, signifie littéralement « égouttement » en arabe.
En 1933, dans son article The Qattara Depression of the Libyan Desert and the possibility of its utilisation for power-production, le docteur John Ball est le premier à imaginer et à publier une proposition d'inondation de la région afin de produire de l'énergie hydroélectrique.
Pendant la Seconde Guerre mondiale, la dépression marque la limite sud des 1re et 2e batailles d’El Alamein, car elle était infranchissable et impraticable par les chars et la plupart des autres véhicules militaires en raison de ses caractéristiques spécifiques telles que la présence de lacs salés, de hautes falaises, d'escarpements et de fech-fech. Les falaises, en particulier, ont agi comme une muraille infranchissable, empêchant la position britannique d'être débordée. On trouve encore, en 2015, plusieurs millions de mines terrestres toujours enfouies dans cette zone.
Les forces de l'Axe et celles des Alliés ont ainsi construit leurs défenses sur une ligne qui allait de la mer Méditerranée à la dépression de Qattara. Ces défenses, nommées par Erwin Rommel les jardins du diable, se composaient d'enchevêtrements défensifs de mines terrestres et de barbelés protégeant ces positions.
Si aucune grande unité n'est entrée dans la dépression, quelques patrouilles de l'Afrika Korps et du Long Range Desert Group, qui avaient une grande expérience du désert, se sont aventurées dans cette zone inhospitalière.